# Jesús Soto
Jesús del Carmen Soto Morales (Antigua (Fuerteventura), 25 december 1928 - Arrecife, 4 mei 2003) was een Spaans landschapsarchitect en bouwadviseur. Hij woonde het grootste deel van zijn leven in Lanzarote, waar hij grote invloed had op het architecturale en natuurlijke erfgoed. In de vroege jaren zestig van de twintigste eeuw introduceerde hij een esthetische benadering waarbij de ruige vulkanische natuur van het eiland werd geïntegreerd in de bouwstijl, zodat er een duurzame balans ontstond tussen de ontwikkeling van het toerisme en respect voor de natuur.
Vanaf 1968 werkte Soto nauw samen met César Manrique; samen waren zij de sleutelfiguren voor de ontwikkeling van het eiland. Terwijl de naam van Manrique zeer bekend is, is Soto nagenoeg vergeten. Hij was wars van elk vertoon van ijdelheid, een bescheiden man die in stilte zijn werk deed en niet met de pers sprak. In de Jameos del Agua is eind 2017 een permanente expositie van zijn werk ingericht.

## Leven en werk
Soto werd geboren als Majorero (iemand van Fuerteventura) in Antigua en groeide op in Gran Canaria, waar zijn vader een electriciteitswerkplaats opende. Hij was autodidact, hij ontwikkelde zichzelf door heel veel te lezen. Hij vervulde zijn dienstplicht op Lanzarote, waar hij zich verloofde met Lita Emma Garrido. In 1954, toen hij 25 jaar was, kwam hij terug om met haar te trouwen en ging werken voor een scheepvaartmaatschappij.
Kort na zijn aankomst op Lanzarote huurde de eilandsraad (Cabildo) hem in om de verlichting van het grottenstelsel Cueva de los Verdes te verzorgen, zodat archeologen en speleologen hun werk zonder gevaar konden uitvoeren. Toen de leden van de eilandsraad het werk kwamen inspecteren, gingen de eenvoudige gloeilampen plotseling uit. Even later begon er muziek te klinken, die door de duisternis aan zeggingskracht won: De Lente uit De vier jaargetijden van Antonio Vivaldi. Daarna werd de speciale verlichting ontstoken, die er door een uitgekiende plaatsing voor zorgde dat de natuurlijke kleuren en vormen van de vulkanische grotten en tunnels optimaal tot hun recht kwamen. Dankzij dit werk kreeg Soto in 1967 de functie van maestro artístico (chef kunstzaken), een titel die speciaal voor hem werd gecreëerd.
Het succes van de interventie in de Cueva de los Verdes vormde een keerpunt in de ingrepen in de natuurlijke ruimtes van het eiland. Men ging zich afvragen hoe Lanzarote bekendheid zou kunnen krijgen in het internationale circuit van kunst en toerisme. In die tijd begon César Manrique internationaal door te breken en Soto stelde voor hem over te halen terug te keren uit New York en zich weer op het eiland te vestigen. Manrique werd in 1968 opgenomen in het team van Soto, en nam al snel samen met Soto de leiding van verschillende projecten op zich.
Soto kreeg de technische en artistieke leiding van de Jameos del Agua. Hier begon hij met het slopen van al uitgevoerd werk dat niet harmonieerde met de ruimte en onveilig was. Daarna voerde hij met zijn team het werk uit aan de zogenaamde Jameo chico, van de huidige entree tot de afdaling naar het meer van de blinde krabben. Later legde hij samen met Luís Morales het pad aan dat langs het meer naar de dansvloer loopt.
De route door het Nationaal park Timanfaya was Soto's grootste uitdaging. Hij wist hoe kwetsbaar het gebied was, dus alles moest vanuit vele verschillende perspectieven worden bekeken. Hij observeerde de lavazeeën in situ duizend en een keer. Uiteindelijk koos hij voor de route die de minste impact op de natuur had en de grootste indruk zou maken op bezoekers. Bij de voltooiing van het werk en de bouw van het bezoekerscentrum werkte het team van Soto samen met Manríque.
Bij de realisatie van het Mirador del Río was de inbreng van Soto van fundamenteel belang voor Manrique. Bij het Monumento al campesino ontwikkelden Manrique en Soto alle ideeën samen. Soto was tevens intensief betrokken bij de aanleg van de Jardín de Cactus. In de oase Nazaret had hij de artistieke leiding van de bouw van een huis ontworpen door Manrique, rondom vulkanische tunnels, grotten en een kratermeer. Het huis is korte tijd in bezit geweest van de filmster Omar Sharif en er werden verschillende films met Peter Ustinov opgenomen. Tegenwoordig is er een restaurant en een galerie gevestigd.
Soto ontwierp onder meer ook de Plaza de Simón Bolívar in Arrecife en de afwerking van een paleis in Riyad.

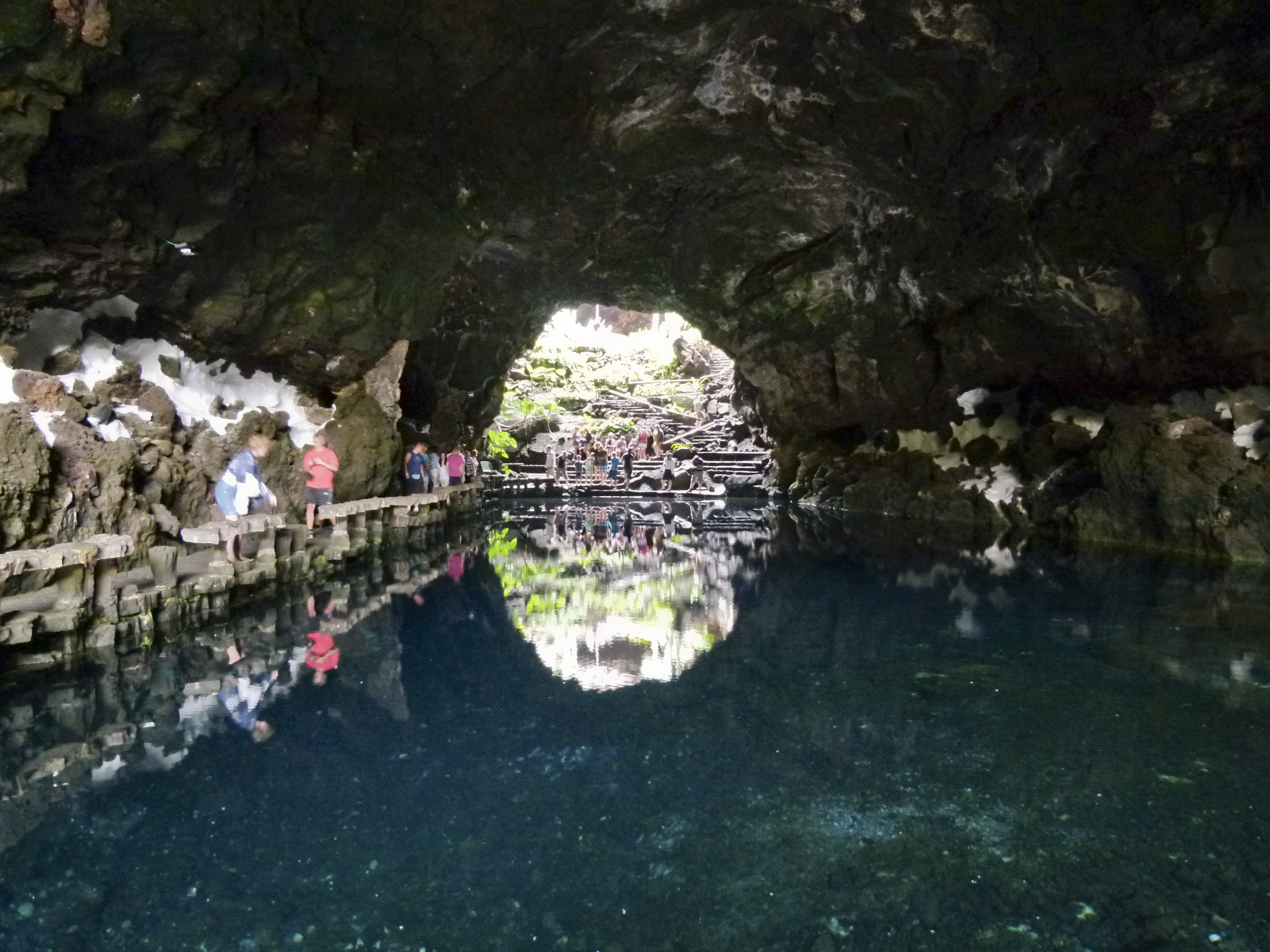
Jameos del agua
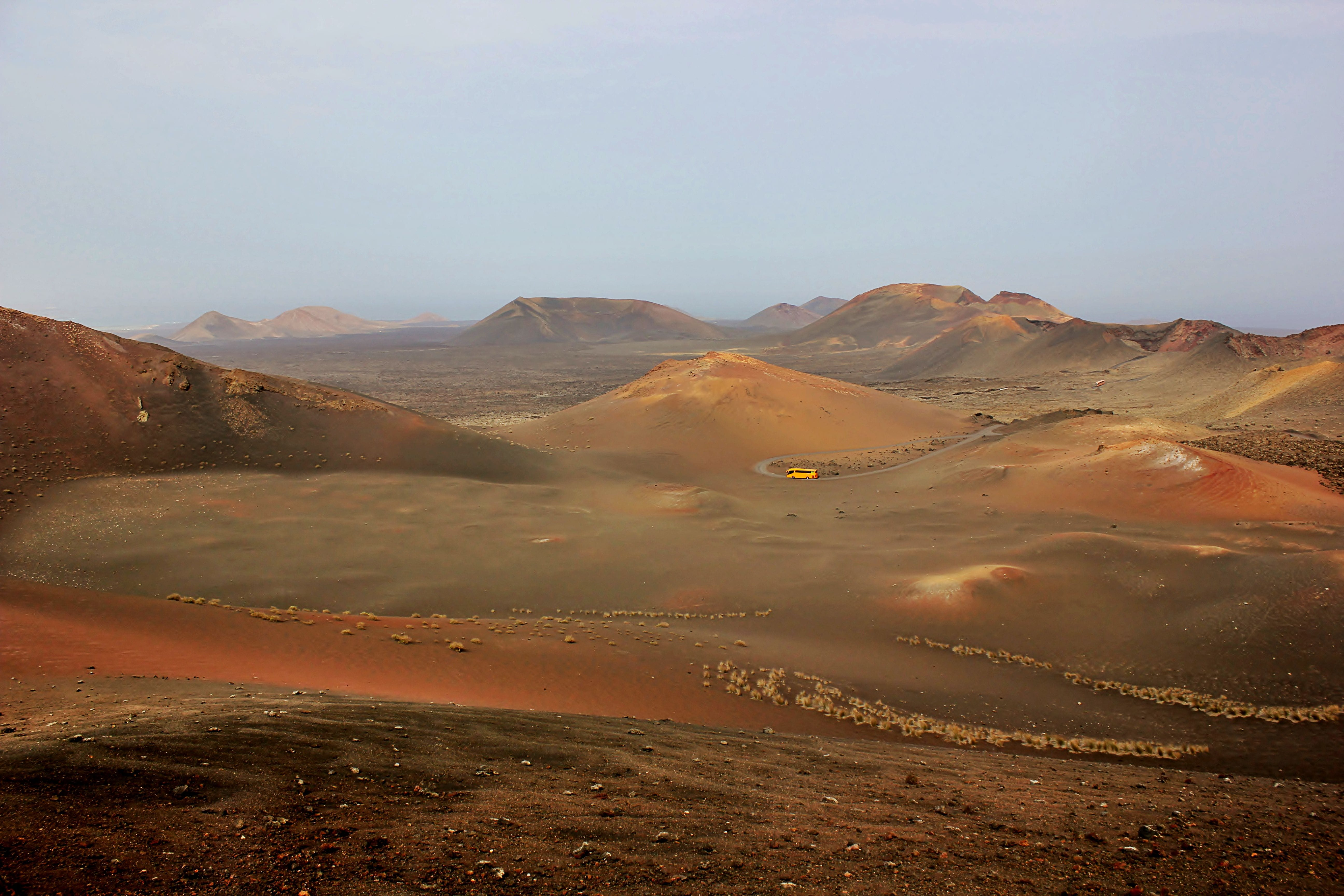
Route door Timanfaya
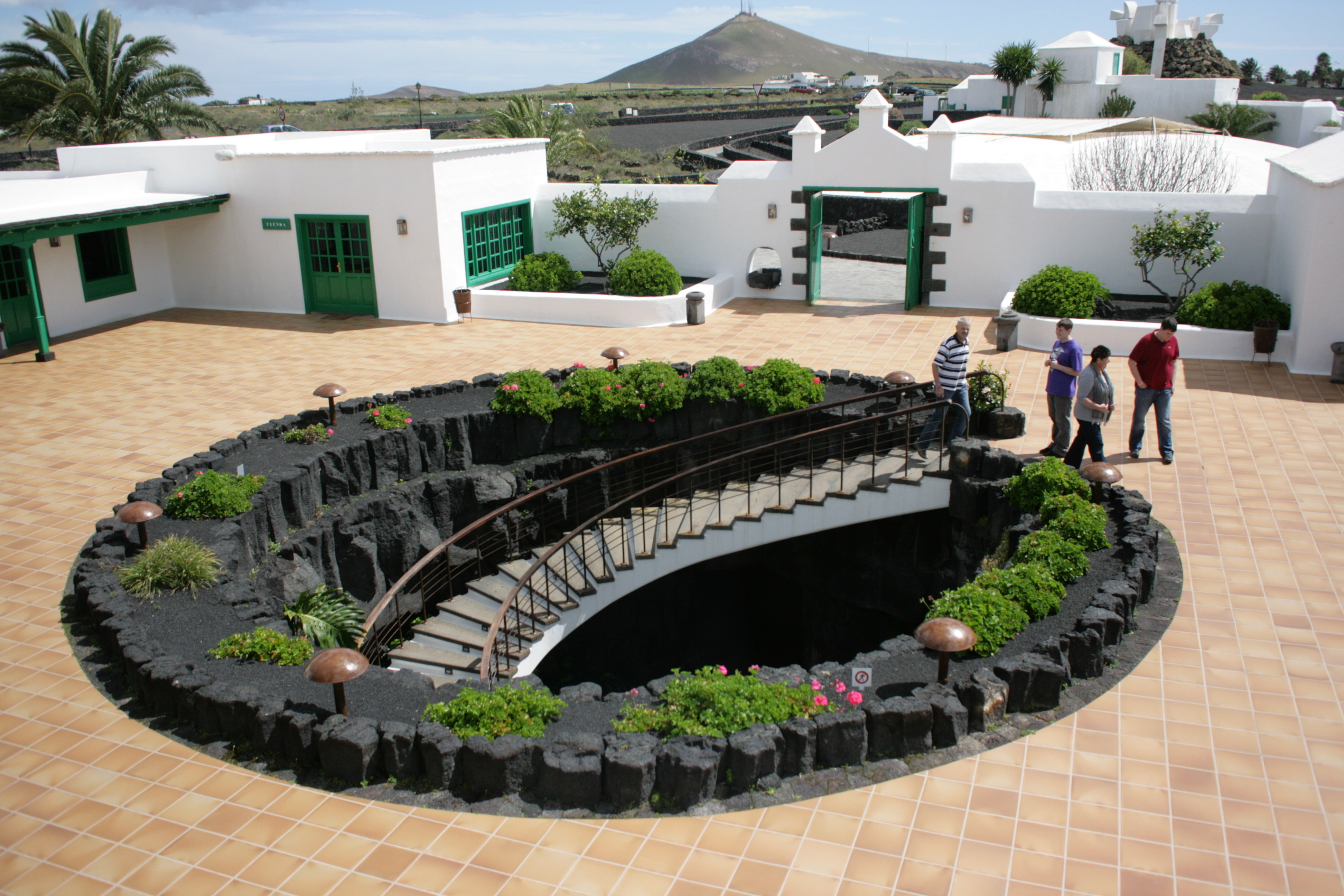
Museo del campesino
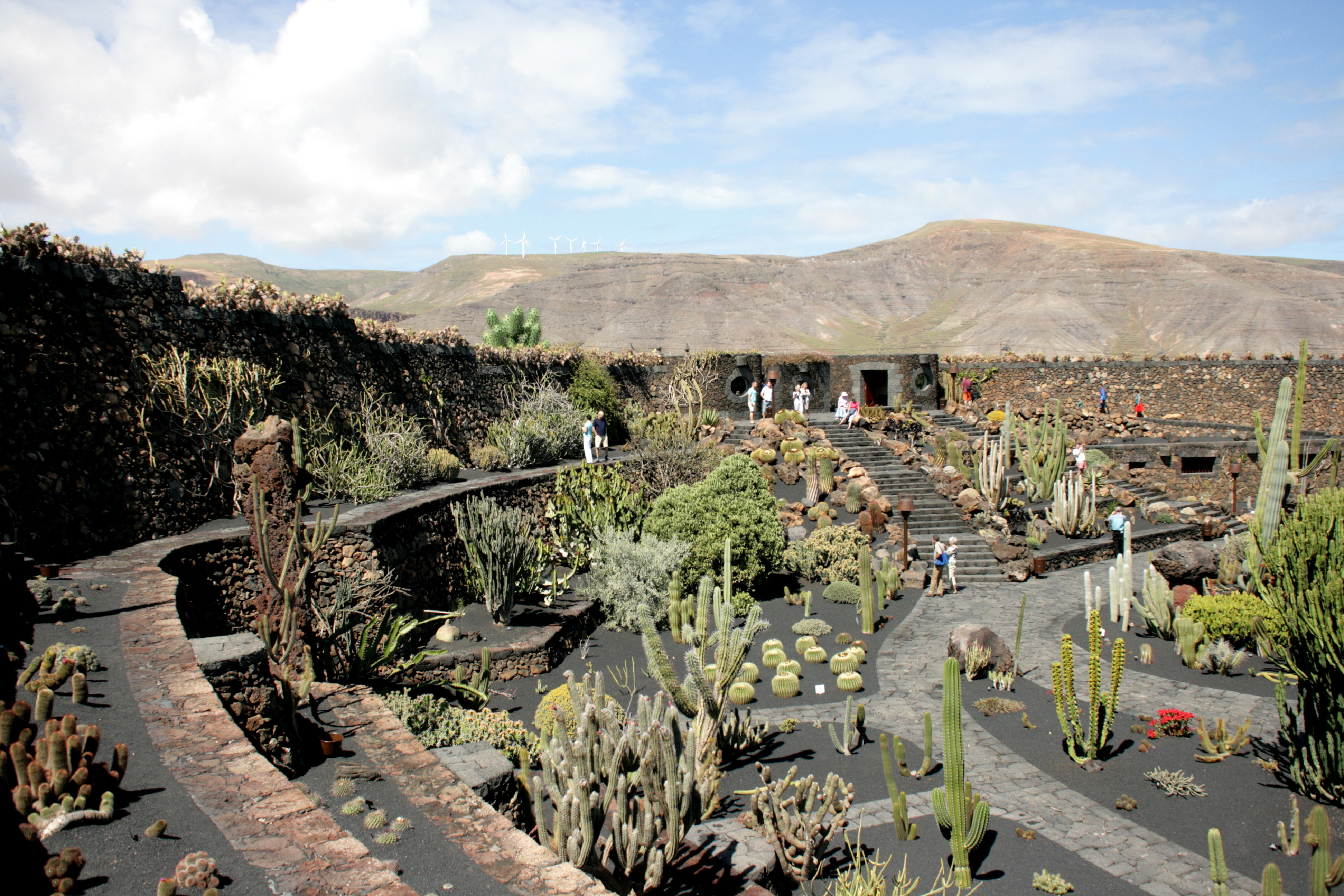
Jardín de Cactus

- Biblioteca Nacional de España: XX5177101
- Virtual International Authority File: 231968639